# S.I. Hayakawa
Samuel Ichiye Hayakawa (ur. 18 lipca 1906 w Vancouver, zm. 27 lutego 1992 w Greenbrae) – amerykański polityk, członek Partii Republikańskiej.

## Działalność polityczna
W okresie od 2 stycznia 1977 do 3 stycznia 1983 był senatorem Stanów Zjednoczonych z Kalifornii (1. Klasa).